# Bill Robinson
Bill «Bojangles» Robinson (Richmond, Virginia, 25 de mayo de 1878 - Nueva York, 25 de noviembre de 1949) fue un bailarín de claqué y actor estadounidense, el más conocido y el mejor pagado artista afroamericano de la primera mitad del siglo XX. A lo largo de su dilatada carrera, trabajó en el ámbito de los espectáculos minstrel, el vodevil, el teatro del circuito de Broadway, la industria discográfica, la radio, el cine y la televisión. Su número más característico era el baile en escaleras.
Una popular figura del mundo del entretenimiento de su época, hoy en día es recordado por bailar junto a Shirley Temple en una serie de películas de los años 1930, y por protagonizar el musical Stormy Weather (1943), basado parcialmente en la vida del propio Robinson, y seleccionado para su conservación en el National Film Registry.
Robinson utilizó su fama para superar diferentes barreras raciales:
- Fue uno de los primeros artistas de minstrel y vodevil en actuar sin usar el maquillaje blackface (cara pintada de negro)
- Fue uno de los primeros afroamericanos en bailar claqué solo, sin acompañamiento
- Fue estrella del primer show afroamericano de Broadway, Blackbirds of 1928
- También fue el primer afroamericano en participar en un film de Hollywood en un baile interracial (con Shirley Temple en The Little Colonel)
- Finalmente, fue el primer afroamericano en ser protagonista de una producción interracial en Broadway

A lo largo de su vida, sin embargo, Robinson fue también criticado por su participación y aceptación tácita de los estereotipos raciales de la época, con críticas que le llamaban una figura Tío Tom. Robinson se resintió de dichas críticas, especialmente debido a sus esfuerzos para superar los prejuicios raciales. En ese sentido, en su vida pública, Robinson tuvo las siguientes actuaciones:
- Persuadió a la policía de Dallas para contratar a sus primeros policías afroamericanos
- Presionó al Presidente Roosevelt durante la Segunda Guerra Mundial para que los soldados afroamericanos obtuvieran un trato más equitativo
- Llevó a escena el primer evento público nunca representado en Miami

A pesar de ser el artista negro mejor pagado de su época, Robinson murió arruinado en 1949, y su funeral fue pagado por su amigo Ed Sullivan.

## Biografía

### Primeros años
Nacido en Richmond, Virginia, se crio en el barrio Jackson Ward de dicha ciudad. Sus padres eran Maxwell, un trabajador de una tienda de maquinaria, y Maria Robinson, cantante en un coro. Su abuela le crio tras fallecer sus padres en 1885 cuando él tenía siete años de edad—su padre de una enfermedad crónica cardiaca y su madre de causas naturales.

### Inicios de su carrera
A los cinco años de edad, Robinson empezó a bailar en cervecerías y frente a teatros a cambio de unas monedas. Fue descubierto por un promotor cuando bailaba en el exterior del Globe Theater de Richmond, que le ofreció trabajar en un show minstrel. En esa época los minstrels eran protagonizados por artistas blancos con la cara pintada, pero en los mismos actuaban niños negros que cantaban, bailaban y contaban chistes.
En 1890, con 12 años, Robinson fue a Washington D. C., donde trabajó en la Benning Race Track, haciendo incluso de jockey. Hizo equipo con un joven Al Jolson, de manera que, por unos peniques, Jolson cantaba mientras Robinson bailaba. En 1891 fue contratado para viajar con un show llamado The South Before the War. Estuvo de gira durante más de un año haciéndose demasiado mayor para interpretar con credibilidad su papel.
En 1898 volvió a Richmond, alistándose en una unidad del ejército como tambor cuando se inició la Guerra hispano-estadounidense. Durante ese período recibió un disparo accidental de un teniente segundo que se encontraba limpiando su arma.

### Vodevil
El 30 de marzo de 1900, Robinson participó en un concurso de baile en el Bijou Theater de Brooklyn, ganando una medalla de oro y derrotando a Harry Swinton, estrella del show In Old Kentucky, y considerado el mejor bailarín del momento. La publicidad resultante ayudó a Robinson a conseguir trabajo en numerosos shows itinerantes, aunque no siempre como bailarín, pues también cantaba y actuaba en dúos cómicos.
En 1905 Robinson cooperó con George Cooper formando pareja de vodevil, actuando con el nombre de Cooper & Robinson, siendo uno de los seis únicos números negros que formaban parte del Circuito Keith, el cual iba dirigido a público blanco. El circuito pagaba $100, con 26 semanas garantizadas, aumentando significativamente los ingresos de Robinson.
En 1912, Robinson el dúo se había transformado, pasando a hacer principalmente un número de claqué, y actuando en los circuitos Keith y Orpheum. El equipo se separó en 1914, y la actriz de vodevil Rae Samuels, que había trabajado con Robinson, le convenció para conocer a su marido y mánager, Marty Forkins. Bajo la dirección de Forkins, Robinson maduró y empezó a actuar en solitario, aumentando sus ganancias a unos $3500 semanales. Gracias a Forkins, Robinson fue uno de los primeros artistas en romper la regla del vodevil que prohibía los números en solitarios con actores negros.
Cuando Estados Unidos entró en la Primera Guerra Mundial, el gobierno organizó una serie de Liberty Theaters en los campos de entrenamiento. Los circuitos Keith y Orpheum hicieron shows de vodevil a precio reducido, pero Robinson actuó voluntariamente gratis para miles de soldados, en unidades tanto blancas como negras de las Fuerzas Expedicionarias, siendo elogiado por el Departamento de Guerra en 1918.
A lo largo de los años 1920, Robinson continuó su carrera itinerante como artista de vodevil en solitario, visitando principalmente Chicago, donde Marty Forkins, su mánager, vivía. Entre 1919–1923 trabajó plenamente dedicado al circuito de vodevil Orpheum, y en 1924 y 1925 fue contratado con dedicación plena por el circuito Keith.

### Broadway
En 1928, un empresario blanco, Lew Leslie, produjo Blackbirds of 1928 en el circuito de Broadway, una revista negra para público blanco y que protagonizaba Adelaide Hall y Bill Robinson junto a Aida Ward, Tim Moore y otras estrellas negras. El show fue un gran éxito en Broadway, donde se representó durante más de un año. En escena, Adelaide Hall y Robinson bailaban y cantaban un dueto juntos. A partir de entonces, el papel público de Robinson fue el de un embajador en el mundo blanco, manteniendo una conexión con el mundo del espectáculo negro a través de su mecenazgo del Hoofers Club, en Harlem. Tan exitosa fue la colaboración de Adelaide Hall con Robinson, que actuaron juntos en el prestigioso Teatro Palace y, por mediación de Marty Forkins, en otro musical de Broadway, "Brown Buddies", que se estrenó en 1930 en el Teatro Liberty, representándose cuatro meses antes de iniciar una gira por los Estados Unidos.
En 1939 Robinson volvió a la escena con The Hot Mikado, una versión jazz de la opereta de Gilbert y Sullivan. El show se estrenó en el Teatro Broadhurst, con Robinson en el papel del Emperador. Su interpretación de ‘’My Object All Sublime’’ fue especialmente aplaudida. Tras Broadway, el show pasó a la Exposición General de segunda categoría de Nueva York de 1939, siendo uno de los mayores éxitos del certamen.
El siguiente show de Robinson en Broadway, All in Fun (1940), fue con un elenco blanco. A pesar de tener estrellas como Imogene Coca, Pert Kelton, y otros, la función recibió pobres críticas. Cuando las estrellas y coproductores Phil Baker y Leonard Sillman, ambos blancos, se retiraron, Robinson pasó a ser el protagonista, el primer afroamericano en liderar una producción blanca. Aunque las críticas fueron muy positivas sobre Robinson, el show no tuvo un buen resultado de taquilla, debiendo cerrar tras cuatro representaciones.

### Carrera cinematográfica
A partir de 1930, las revistas negras disminuyeron su popularidad, pero Robinson mantuvo su fama gracias a su participación en unas catorce películas de compañías como RKO Pictures, 20th Century Fox y Paramount Pictures.

#### Primeros filmes
El debut cinematográfico de Robinson fue en la cinta musical de RKO Pictures de 1930 Dixiana. A Dixiana siguió Harlem is Heaven (1932), película en la cual tuvo su primer papel protagonista. La cinta fue producida en Nueva York y no obtuvo buenos resultados económicos, lo que motivó que Robinson se centrara en las producciones llevadas a cabo en Hollywood.

#### Trabajo junto a Shirley
La idea de contar con un bailarín negro para bailar con Temple en La pequeña coronela fue realmente propuesta por el directivo de Fox Winfield Sheehan tras una discusión con D. W. Griffith. Sheehan no estaba seguro de la habilidad de Robinson como actor, aunque el bailarín finalmente superó la prueba dramática, y fue contratado para actuar con Temple y para enseñar claqué a la actriz.
Temple ya había actuado en cinco filmes estrenados en 1934, y había interpretado un número de claqué con James Dunn en Stand Up and Cheer! Tras ser contratado por 20th Century Fox, se decidió que Robinson bailara su famoso número de la escalera junto a Temple. Robinson y Temple formaron la primera pareja interracial de bailarines de la historia de Hollywood. La escena fue controvertida en su época, y por ello fue cortada en los estados sureños junto con otras tomas en las cuales ambos entraban en contacto. En total, Temple y Robinson actuaron juntos en cuatro películas: La pequeña coronela, La pequeña rebelde, Rebecca of Sunnybrook Farm y A la vuelta de la esquina.
Como consecuencia de todo ello, Robinson y Temple se hicieron buenos amigos, lo cual la actriz confirmaba en años posteriores.

#### Otras películas
En raras ocasiones, Robinson abandonó los estereotipos afroamericanos impuestos por Hollywood. Así, en una escena de Hooray for Love encarnó a un alcalde de Harlem, y en One Mile from Heaven (1937) hizo un papel romántico junto a la actriz negra Fredi Washington, al haberse relajado el tabú que Hollywood mantenía hacia dichos papeles entre los actores negros.
Además, Robinson actuó con Will Rogers en In Old Kentucky (1935), la última película de Rogers antes de fallecer en accidente de aviación. Ambos actores fueron buenos amigos, y tras la muerte de Rogers, Robinson se negó a volar, eligiendo en vez de ello el tren para sus viajes.

#### Stormy Weather
La última actuación cinematográfica de Robinson llegó en 1943 con uno de los papeles protagonistas del musical de Fox Stormy Weather, interpretado por Lena Horne. En la cinta también actuaban Fats Waller, en su última película antes de fallecer, Cab Calloway y su orquesta, y los Hermanos Nicholas.
En 2001, Stormy Weather fue seleccionada para ser preservada en el National Film Registry por ser "cultural, histórica, o estéticamente significativa."

### Radio y grabaciones discográficas
Desde 1936 hasta su muerte en 1949, Robinson hizo numerosas actuaciones radiofónicas, al igual que algunas televisivas. Algo muy raro para un artista negro de la época, a veces se dirigía de modo directo al público.
Robinson también hizo algunas grabaciones, entre ellas una en la que demostraba cada uno de sus pasos de claqué acompañados de sus correspondientes sonidos.

### Vida personal
Poco se sabe del primer matrimonio de Robinson con Lena Chase en 1907. La pareja no tuvo hijos, y se separaron en 1916, divorciándose en 1922. Su segunda mujer fue Fannie S. Clay, con la que se había casado poco después de divorciarse de Chase. Se divorció de Clay en 1943. Su tercera mujer fue Elaine Plaines, con la que se casó en 1944 en Columbus (Ohio), permaneciendo ambos juntos hasta la muerte de Robinson. No tuvo hijos en ninguno de sus matrimonios.
El último proyecto teatral de Robinson iba a ser Two Gentlemen from the South, con James Barton, pero el show no llegó a estrenarse.: p. 188 
La última aparición pública de Robinson tuvo lugar en 1949, pocas semanas antes de su muerte, como invitado sorpresa del show televisivo de Ted Mack The Original Amateur Hour.
A pesar de ser el artista negro mejor pagado de la primera mitad del siglo XX, Robinson murió arruinado en Nueva York en 1949, a los 71 años de edad a causa de un fallo cardiaco. Su funeral fue organizado y pagado por su amigo y presentador de televisión Ed Sullivan. Se celebró un servicio religioso en la Iglesia Baptista Abyssinian, y el alcalde de Nueva York William O'Dwyer dio unas palabras en su recuerdo. Robinson fue enterrado en el Cementerio Evergreens de Brooklyn, Nueva York.
En 1987 Robinson fue incorporado al Salón de la Fama del Museo Nacional de Baile Mr. & Mrs. Cornelius Vanderbilt Whitney.

## Filmografía
| Año  | Título                     | Papel              |
| ---- | -------------------------- | ------------------ |
| 1929 | Hello, Bill                | Bailarín           |
| 1930 | Dixiana                    | Bailarín           |
| 1932 | Harlem is Heaven           | Bill               |
| 1933 | The Big Benefit            | Como él mismo      |
| 1934 | King for a Day             | Bill Green         |
| 1935 | The Big Broadcast of 1936  | Bailarín           |
| 1935 | The Little Colonel         | Walker             |
| 1935 | The Littlest Rebel         | Tío Billy          |
| 1935 | In Old Kentucky            | Wash Jackson       |
| 1935 | Hooray for Love            | Como él mismo      |
| 1937 | One Mile from Heaven       | Oficial Joe Dudley |
| 1938 | Rebecca of Sunnybrook Farm | Aloysius           |
| 1938 | Up the River               | Memphis Jones      |
| 1938 | Cotton Club Revue          | Como él mismo      |
| 1938 | Just Around the Corner     | Cabo Jones         |
| 1942 | Let's Scuffle              | Como él mismo      |
| 1942 | By an Old Southern River   | Bailarín           |
| 1943 | Stormy Weather             | Bill Williamson    |

## Selección de su discografía
- 1929 Ain’t misbehavin’  / Doing the new low down, con Irving Mills & His Hotsy Totsy Gang, Brunswick Records
- 1931
  - Keep a song in your soul / Bill Robinson blues Brunswick Records y Columbia Records
  - Keep a song in your soul / Just a crazy song (Hi-hi-hi) Brunswick Records
- 1935 Living in a great big way, con Jeni Le Gon, Rino Records
- 1943 Stormy Weather, banda sonora de la película, Fox Records